# Malá Haná
Malá Haná je území na severozápadě Moravy na rozhraní Jihomoravského a Pardubického kraje, tvořící severní část a geomorfologický podcelek Boskovické brázdy, mezi Černou Horou a Městečkem Trnávka. Jde o protáhlou sníženinu, s výškovou členitostí roviny až pahorkatiny, místy i vrchoviny. 

## Kulturní region
Jako kulturní region Moravy jde o podoblast Horácka na přechodu k Hané, v bývalých okresech moravskotřebovském a boskovském (dnes v okresech Svitavy a Blansko). Jádrem je rovina Malé Hané v užším smyslu (de facto okrsek Jevíčská sníženina), od Boskovic přes Jevíčko a Chornice k Městečku Trnávce; k ní přiléhají vesnice v okolních kopcích, i mimo geomorfologické vymezení Malé Hané. Etnograficky výraznými obcemi jsou např. Vanovice, Horní Štěpánov, Kořenec nebo i poměrně vzdálený Protivanov. Historickými středisky jsou zejména Boskovice a Jevíčko.
Do roku 1945 sousedila Malá Haná s německými jazykovými oblastmi – na severu s Hřebečskem a na východě s Brodeckým jazykovým ostrovem.
I když svým názvem Malá Haná evokuje sepětí s oblastí Hané, kulturně, a to především typem osídlení, obydlí a kroje se přimyká spíše k Horácku. Název Malá Haná je odvozen patrně pro podobnost krajiny (rovinatost) a typ pěstovaných plodin (obilí), čímž se výrazně liší od vrchovin okolo.
Dobrovolný svazek obcí Technické služby Malá Haná sdružuje 25 obcí regionu, hlavně za účelem koordinace odpadového hospodářství. V jádrové části regionu (na jihomoravské části) existuje mikroregion Malá Haná.

## Fotogalerie

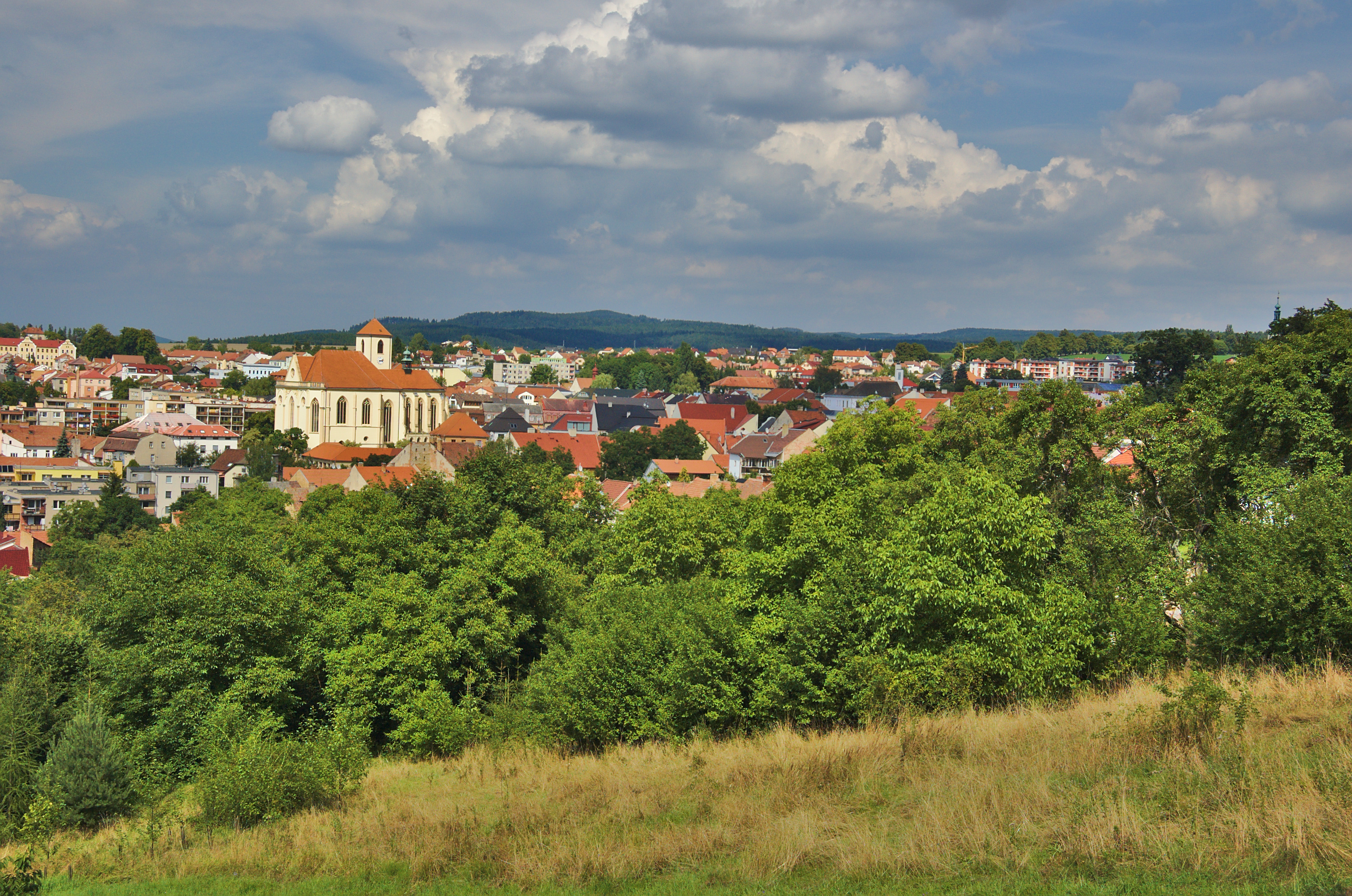
Boskovice
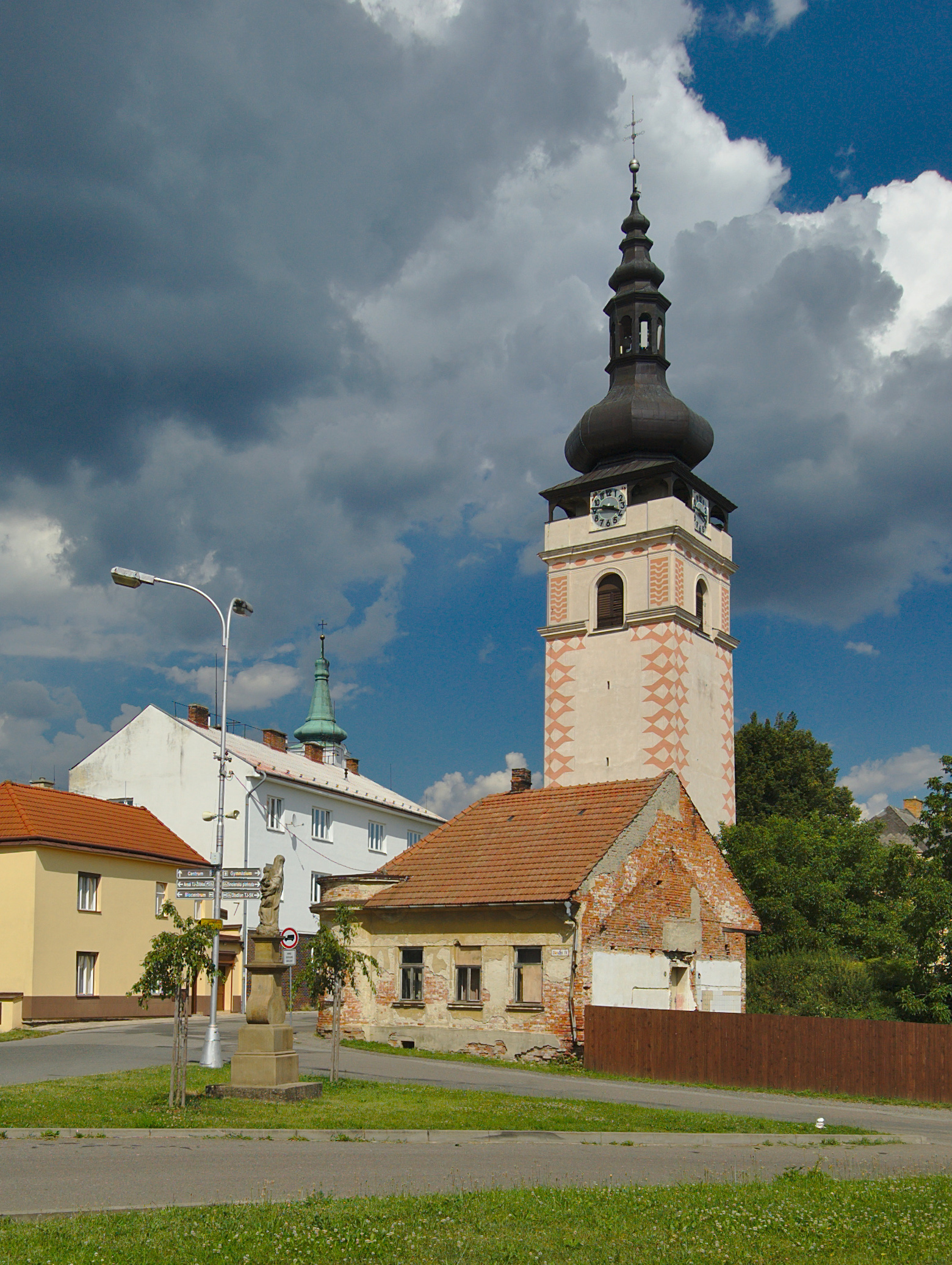
Jevíčko
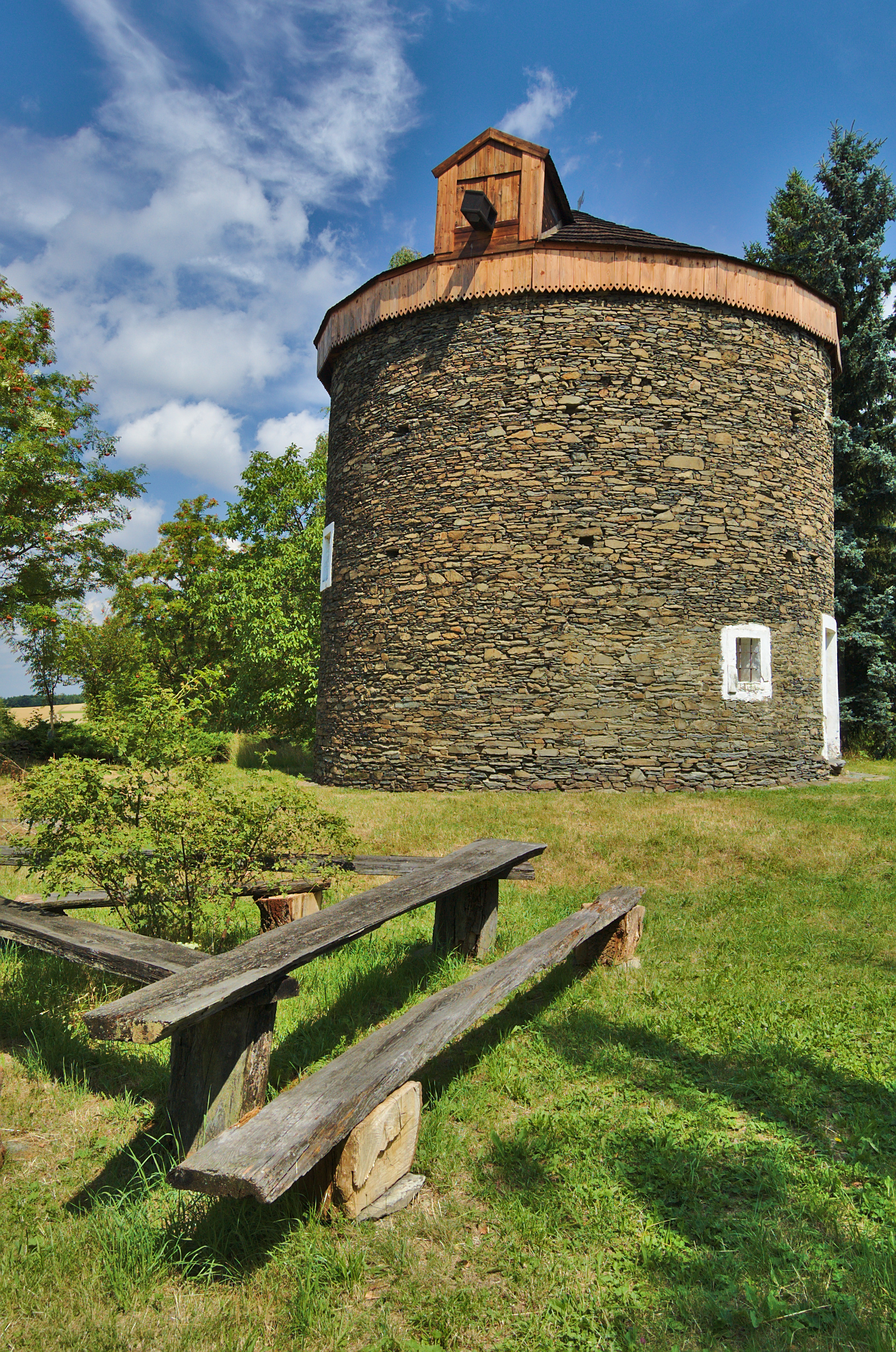
Kořenec
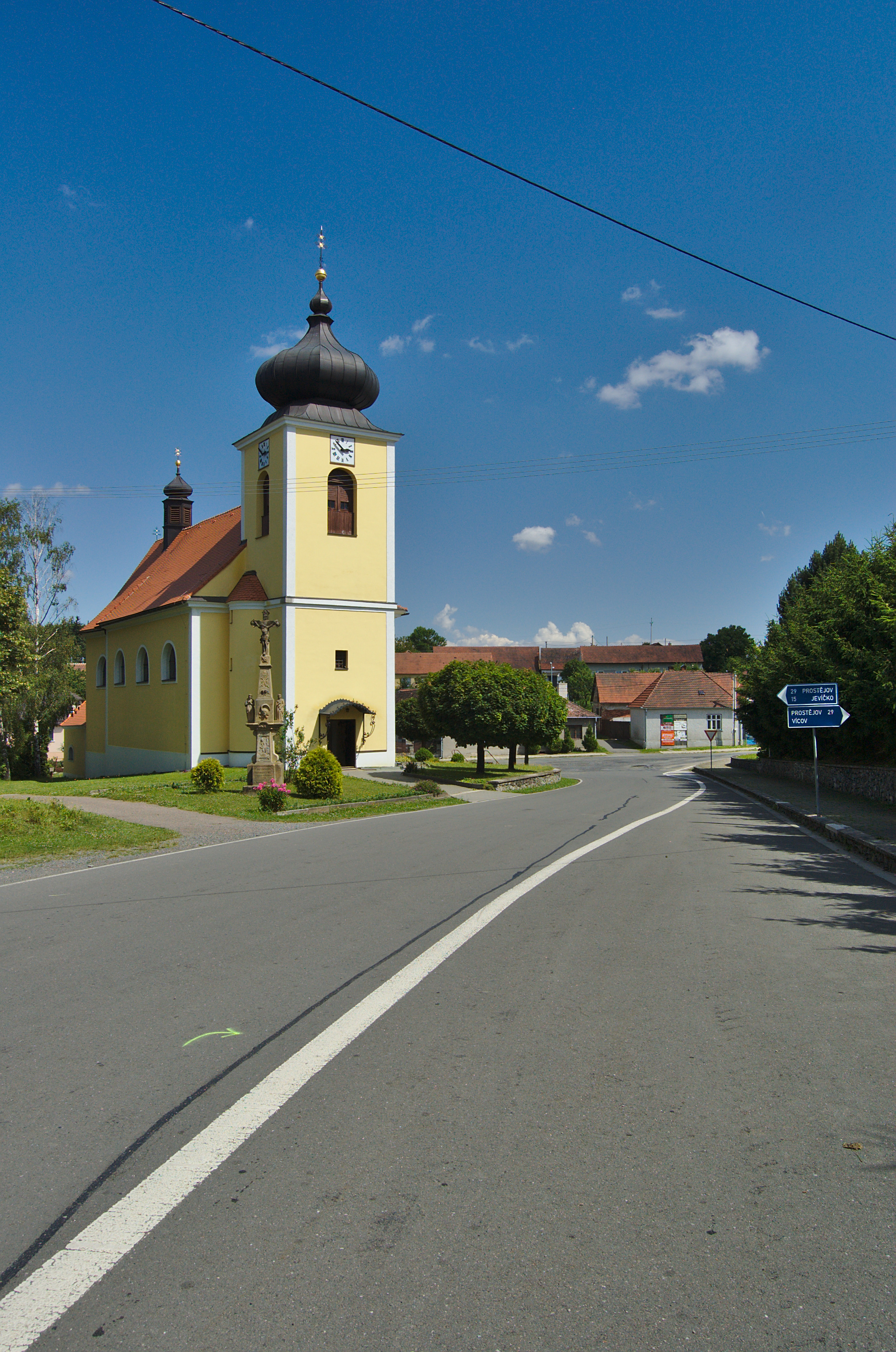
Horní Štěpánov
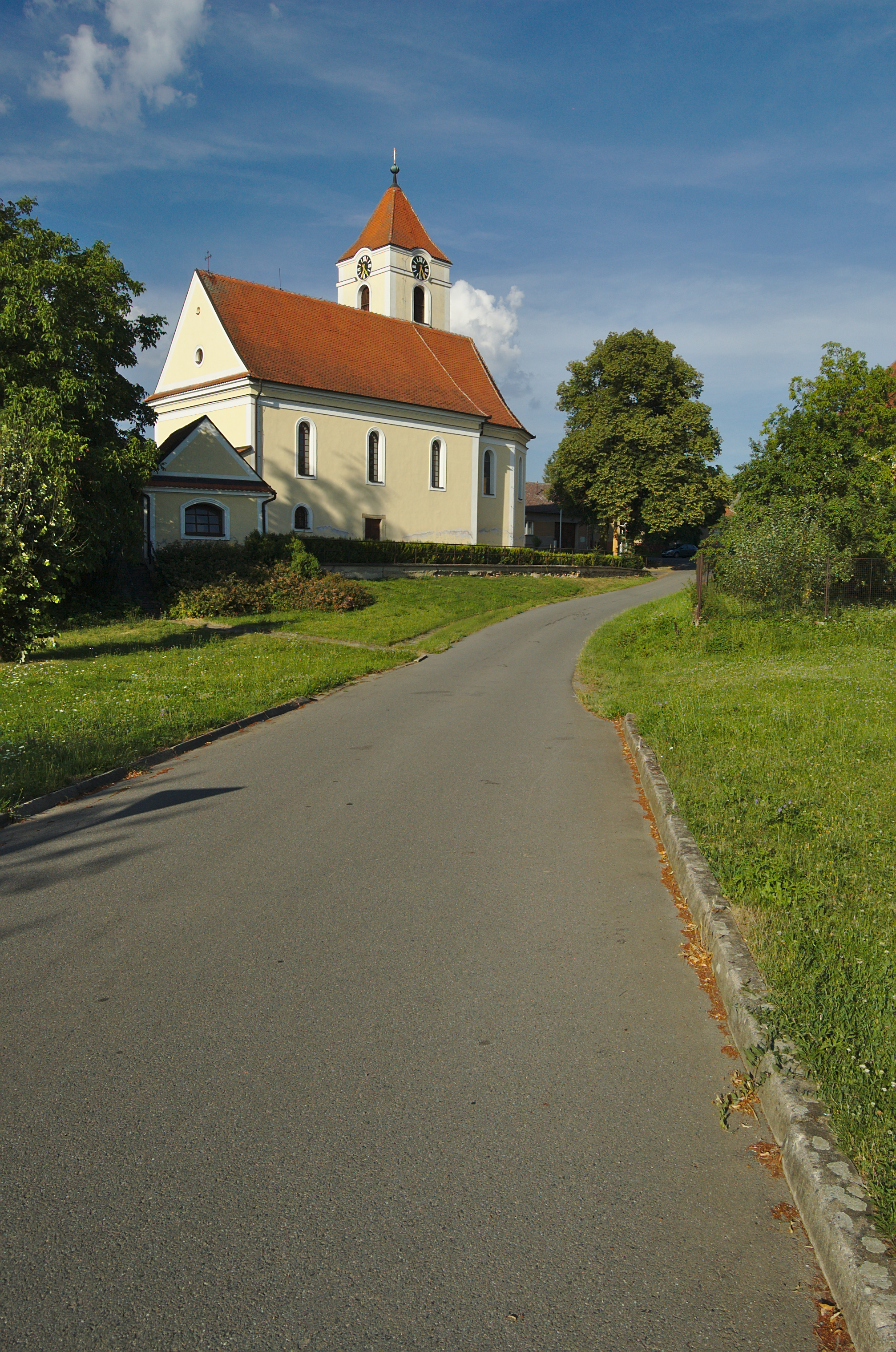
Cetkovice
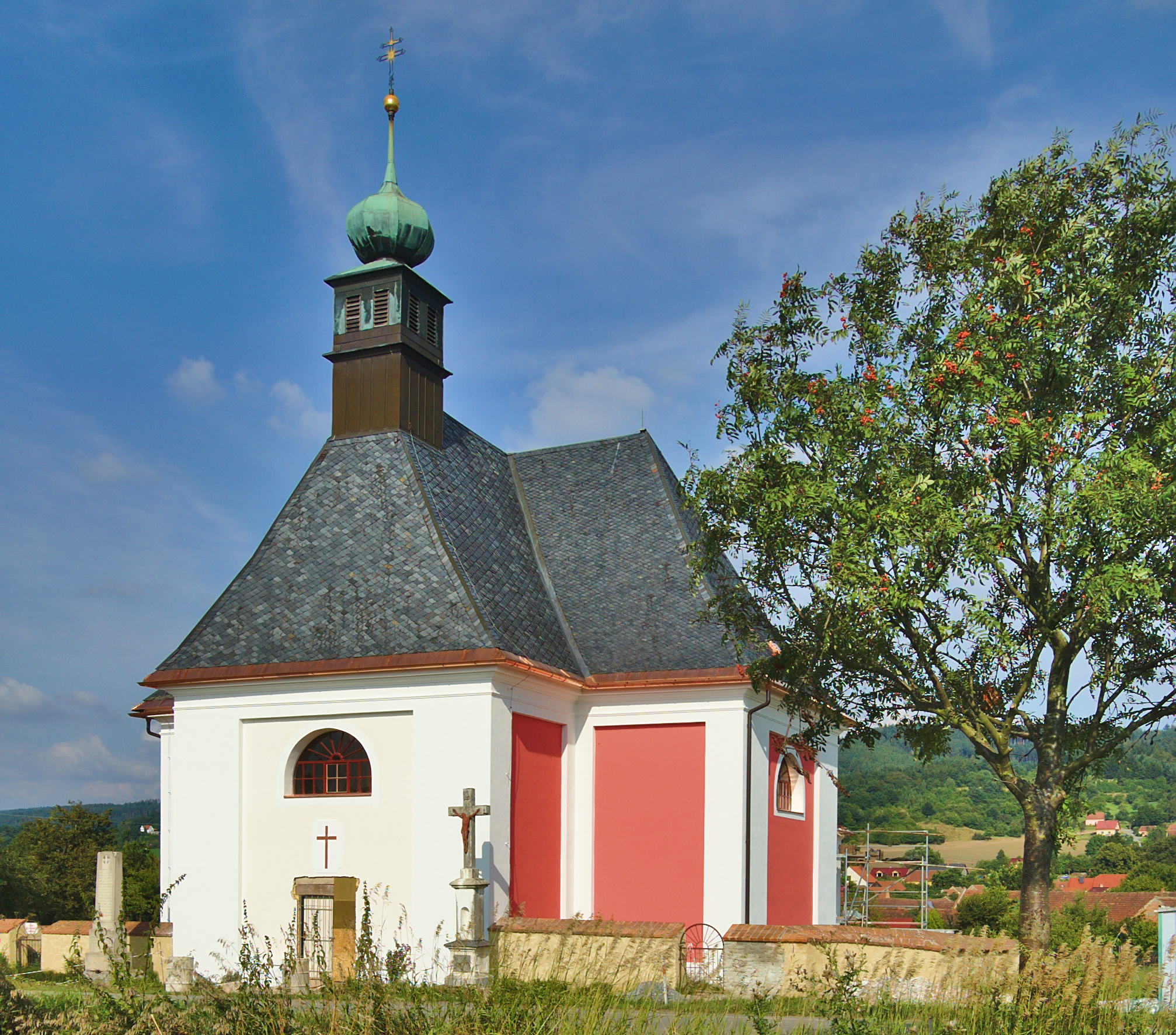
Vážany